# Joris Smit
 (janvier 2019).
Si vous disposez d'ouvrages ou d'articles de référence ou si vous connaissez des sites web de qualité traitant du thème abordé ici, merci de compléter l'article en donnant les références utiles à sa vérifiabilité et en les liant à la section « Notes et références ».
 (janvier 2019).
Pour les articles homonymes, voir Smit.
Joris Smit, né en 1981 aux Pays-Bas, est un acteur néerlandais.

## Filmographie

### Cinéma et téléfilms
- 2011 : Seinpost Den Haag (nl) : Jochem
- 2011 : Lotus : Wubbe
- 2013 : De ontmaskering van de Vastgoedfraude (nl) : Willem Heinen
- 2014 : 2/11 Het spel van de wolf (nl) : Roel
- 2014 : Flat Earth : Senior
- 2015 : Noord Zuid (nl) : Martijn
- 2015 : Voetzoeker (nl) : Maurits Masson
- 2015 : Nachtvlinder (nl) : Edgar
- 2015-2016 : De Fractie (nl) : Tim Snel
- 2017 : Penoza (nl) : Le psychologue
- 2018 : Gelukzoekers (nl) : Le directeur de succursale
- 2018 : Nieuwe buren (nl) : Mark
- 2019 : Flikken Maastricht : Stan Middendorp